# Rubus praetextus
Rubus praetextus är en rosväxtart som beskrevs av Henri L. Sudre. Rubus praetextus ingår i släktet rubusar, och familjen rosväxter. Inga underarter finns listade i Catalogue of Life.